# Changāz
Changāz (persiska: چنگاز) är en ort i Iran.   Den ligger i provinsen Mazandaran, i den norra delen av landet, 120 km nordost om huvudstaden Teheran. Changāz ligger 47 meter över havet och antalet invånare är 549.
Terrängen runt Changāz är platt åt nordost, men åt sydväst är den kuperad. Terrängen runt Changāz sluttar norrut. Runt Changāz är det ganska tätbefolkat, med 149 invånare per kvadratkilometer. Närmaste större samhälle är Āmol, 7,5 km öster om Changāz. Trakten runt Changāz består till största delen av jordbruksmark.